# Abock Shoak
Abock Shoak (arabisch أبوك شوك) ist ein ehemaliger sudanesischer Boxer.
Er trat bei den Olympischen Sommerspielen 1984 in Los Angeles an. Im Weltergewichtsturnier kam er auf Rang 32.